# Sanou Salia
Sanou Salia  né en 1945 à Bobo-Dioulasso (ex-Haute-Volta, actuel Burkina Faso) est un homme d'État burkinabè.
Il est devenu maire de la ville de Bobo-Dioulasso le 30 mai 2006, grâce à une victoire lors  des élections municipales de 2006 succédant ainsi monsieur Célestin Koussoube.
Il est partisan du parti politique dirigeant le pays : le Congrès pour la démocratie et le progrès

## Sources
- http://www.mairie-bobo.bf
- http://lefaso.net